# Portada/efemèride febrer 1
Asmaa Mahfouz
« 31 de gener · 1 de febrer · 2 de febrer »